# Peugeot Trekker
Il Peugeot Trekker, chiamato in seguito nel 2001 TKR, è uno scooter prodotto dalla casa motociclistica francese Peugeot, nelle versioni da 50 cm³ e da 100 cm³ (entrambe a motore a due tempi e raffreddate ad aria), dal 1998 al 2013.

## Descrizione
Lo scooter è stato introdotto sul mercato nel 1998 come successore del Peugeot Squab. Nel 2001 è stato sottoposto ad un piccolo aggiornamento, cambiandone anche il nome in TKR.
Il TKR è stato progettato seguendo la filosofia delle "ruote piccole", con pneumatici da 10 pollici con battistradalargo e tassellato e parte della carenatura in plastica grezza non verniciata.
Sia i modelli da 50 che da 100 cm³ sono dotati di alimentazione a carburatore. Ambedue i motori sono dei monocilindrici a due tempi disposti verticalmente con sistema di raffreddamento ad aria e miscelatore automatico della benzina-olio; la potenza nella versione 50 è di 3,1 kW (4,2 CV). Lo scooter ha sia l'avviamento elettrico che quello a pedale. È presente inoltre un vano sottosella da 27 litri per riporre un casco integrale.
Il Trekker è dotato di sistema frenante misto con freni a disco da 190 mm all'anteriore e tamburo al posteriore. Inoltre è fornito del sistema frenante Synchro Braking Concept, che attraverso l'azionamento della sola leva freno sinistra, funziona da ripartitore di frenata agendo su ambedue i freni sia sull'avantreno che sul retrotreno.
Esteriormente, il sistema d'illuminazione comprende un doppio fanale anteriore del tipo 35/35W e indicatori di direzione di tipo cristallo.
Dello scooter sono state prodotte alcune versioni speciali, tra cui nel 2002 la Trekker Metal-X. Questa variante si caratterizza per avere un computer di bordo digitale montato sul manubrio.